# Liturgie de saint Jean Chrysostome

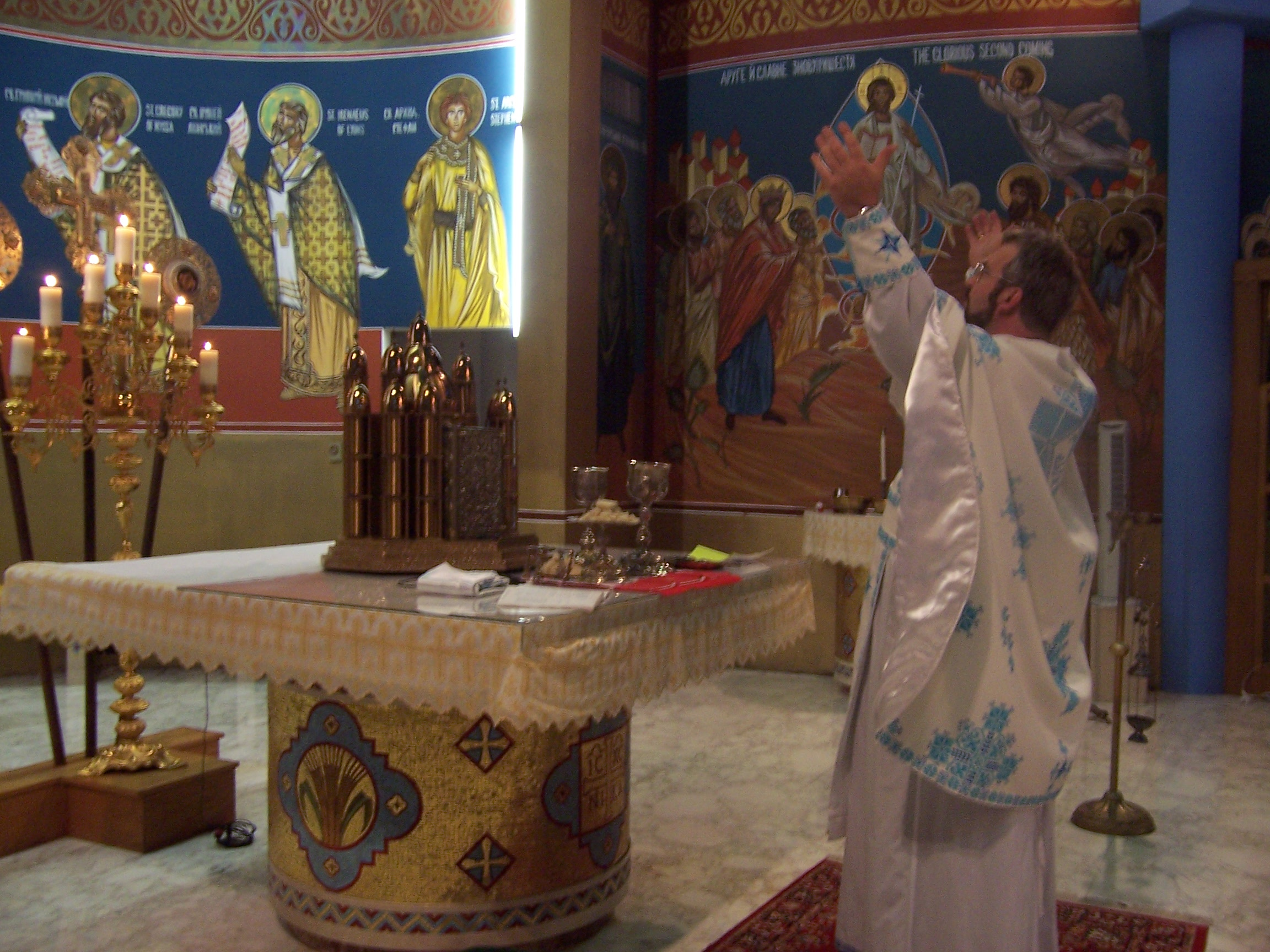
Prêtre orthodoxe pendant la prononciation des anaphores.

La liturgie de saint Jean Chrysostome est la plus célébrée des Divines Liturgies dans les Églises de rite byzantin. Elle tient son nom de l'anaphore qui en constitue le cœur, attribuée à Jean Chrysostome.

## Histoire
La liturgie de saint Jean Chrysostome résulte des travaux des pères cappadociens pour combattre l'hérésie et définir la théologie trinitaire. C'était probablement la liturgie initialement pratiquée par l'École théologique d'Antioche ; elle fut donc probablement développée à partir du rite syriaque occidental. À Constantinople, la liturgie fut raffinée et embellie sous la direction de Saint Jean, Patriarche de Constantinople (r. 398-404). Devenue la liturgie de règle à la Grande Église, la basilique Sainte Sophie, elle devint au fil du temps la liturgie usuelle dans les églises de l'Empire byzantin. Les deux liturgies de saint Jean Chrysostome et de saint Basile devinrent la norme lors du règne de Justinien Ier.

## Mises en musique
- Liturgie de saint Jean Chrysostome, op. 41. Choral composé par Piotr Ilitch Tchaïkovski en 1878 ;
- Liturgie de saint Jean Chrysostome (Rimski-Korsakov), op. 42. Choral composé par Nikolaï Rimski-Korsakov en 1883 ;
- Divine liturgie de saint Jean Chrysostome (Mokranjac) (en). Choral composé par Stevan Stojanović Mokranjac en 1895 ;
- Liturgie de saint Jean Chrysostome (Kastalsky). Choral composé par Alexandre Kastalski en 1905 ;
- Liturgie de saint Jean Chrysostome, op. 31. Choral composé par Sergueï Rachmaninov en 1910 ;
- Liturgie de saint Jean Chrysostome (Leontovych) (en). Mise en musique composée par Mykola Leontovych en 1919 ;
- Liturgie de saint Jean Chrysostome (Levine). Choral composé par Alexander Levine en 2006.

## Tradition
Depuis le début du XXe siècle la coutume s'est établie d'interpréter à la Cathédrale de la Trinité de la laure Saint-Alexandre-Nevski à  Saint-Pétersbourg, le 25 octobre, jour anniversaire de la mort de Piotr Tchaïkovski, la musique qu'il a écrite pour un chœur mixte : liturgie de saint Jean Chrysostome .

### Articles liés
- Rite byzantin
- Anaphore (liturgie)
- Liturgie de saint Basile
- Liturgie de saint Jacques

### Emission de webtv
- Divine liturgie de St Jean Chrysostome selon le rite Byzantin-Ukrainien - KTO TV (Direct à Notre-Dame de Paris du 22/11/2015).